# 龍騰虎躍 (2001年電影)
《龍騰虎躍》（英語：Flying Dragon, Leaping Tiger）是一部2002年中囯大陸的武俠片，由藍海瀚執導，藍海瀚和張華任動作設計，洪金寳、樊少皇等主演。2001年9月12日在中国上映，香港則以VCD出售。

## 劇情
讲述明末清初時代的絲綢之路上，一位有一位身手不凡的馬賊陸正陽，但他卻被好兄弟喬雄出賣，原來喬雄性格利慾薰心，十分貪錢，以向官付出賣掉幫中的兄弟。陸正陽辜負了即將分娩的妻子柳如燕之情，兄弟最后也反目收場。

## 演員
| 演員   | 角色   | 角色简介                                                                           | 粵語配音 |
| 洪金寳 | 陸正陽 | 江湖馬賊，柳如燕的前夫                                                             | 高翰文   |
| 樊少皇 | 白嘯虎 | 陸正陽失散多年的兒子，柳雲龍養兄                                                   | 陳欣     |
| 梁琤   | 柳雲龍 | 柳如燕的養女，白嘯虎之養妹，身手不凡，後知柳如燕死於喬振宇之手為其報仇並出賣喬振宇 | 鄭麗麗   |
| 鄭佩佩 | 柳如燕 | 獨行俠，陸正陽的前妻                                                               | 陸惠玲   |
| 喬振宇 | 喬振宇 | 喬雄的兒子，大反派                                                                 | 李家輝   |
| 原麗淇 | 小夏   |                                                                                    |          |
| 方子哥 | 喬雄   | 響馬頭子，在出賣陸正陽一直在悔恨和自責中度過                                       | 黃志明   |
| 許戈   | 喬彪   |                                                                                    |          |

## 制作
本片早於2000年11月拍攝完成，為了打開美國電影市場，本片曾在美國為影迷舉行了試片會，反映頗佳，但因很多人覺得最后洪金寳的角色不該死，因此本片去了河北天漠旅遊城補拍最後的一段鏡頭。

## 外部連結
- 香港影庫上《龍騰虎躍》的資料（繁體中文）
- 開眼電影網上《龍騰虎躍》的資料（繁體中文）
- 豆瓣电影上《龍騰虎躍》的資料 （简体中文）
- AllMovie上《龍騰虎躍》的资料（英文）
- 爛番茄上《龍騰虎躍》的資料（英文）
- TCM电影资料库上《龍騰虎躍》的资料（英文）
- 互联网电影数据库（IMDb）上《龍騰虎躍》的资料（英文）